# Kto z mych dziewek serce której
Kto z mych dziewek serce której – barytonowa aria Miecznika z II aktu opery Straszny dwór z muzyką Stanisława Moniuszki do libretta Jana Chęcińskiego. Utrzymana w rytmie poloneza.
Miecznik z Kalinowa jest ojcem dwóch panien na wydaniu: Jadwigi i Hanny, starym, wypróbowanym przyjacielem Stolnika, u którego boku walczył w niejednej bitwie. 
Szlacheckie córki w noc sylwestrową urządzają wieczór wróżb, w którym towarzyszy im adorator, sfrancuziały, bądź zniemczały, zniewieściały paniczyk – Damazy. Miecznik, przybywający w momencie rozpoczęcia wróżb, mówi, że i on także się przypatrzy, co też może w przyszłym roku czekać dziewczyny. Wbrew woli pana Damazego zarówno Jadwidze, jak i Hannie ukazują się woskowe figury rycerzy. Ich ojciec w arii wykłada natomiast w krótkim słowie, jakie są jego oczekiwania wobec swoich przyszłych zięciów. Człowiek, który zapragnie zostać mężem którejś z jego córek, musi się odznaczać niebywałą odwagą, rycerskimi cnotami, przywiązaniem do tradycji narodowych (kontusza i żupana), umiejętnościami użycia broni oraz umiłowaniem Boga, ludu i ojczyzny. Ma zatem być gotowym za wartości w każdej chwili oddać nawet własne życie. Opis użyty w tej arii odnosi się do etosu polskiego patrioty, zatem – jak można przypuszczać – do Stefana i Zbigniewa, synów Stolnika, którzy są właśnie w drodze do dawnego przyjaciela ich ojca i stoi on w jawnej sprzeczności z obcymi zwyczajami prezentowanymi przez pana Damazego.
Prapremiera Strasznego dworu odbyła się w Teatrze Wielkim w Warszawie 28 września 1865 roku (niedługo po powstaniu styczniowym), rolę Miecznika wykonywał wówczas Adolf Kozieradzki.